# Aeschynomene bullockii
Aeschynomene bullockii är en ärtväxtart som beskrevs av J.Leonard. Aeschynomene bullockii ingår i släktet Aeschynomene och familjen ärtväxter. Inga underarter finns listade i Catalogue of Life.